# Modélisation financière
La modélisation financière consiste à représenter une situation financière grâce à un modèle mathématique, en fonction de différents paramètres. La modélisation financière facilite ainsi la prise de décision, en permettant de simuler divers scénarios et d’aboutir à des recommandations.
La modélisation s’applique principalement à deux grands domaines de la finance, la finance d’entreprise et la finance de marché.

## Finance d’entreprise
La modélisation financière a pris une place importante dans le domaine de la finance d’entreprise, en raison du besoin des dirigeants d'avoir des prévisions précises sur la situation financière future de leur entreprise, en fonction de différents paramètres, afin de pouvoir prendre les décisions adéquates. Les applications comprennent :
- Évaluation d'entreprise (différentes méthodes d’évaluation sont en général modélisées) ;
- Construction d’un plan d'affaires ;
- Calcul d'indicateurs économiques (ex : coût des capitaux propres).

Les modèles sont principalement développés à partir d’états financiers comptables passés ainsi que d’hypothèses formulées pour le futur (exemples : taux de croissance du chiffre d'affaires, investissements futurs, évolution des coûts d’exploitation). Ces hypothèses sont facilement modifiables afin de pouvoir simuler différents scénarios (par exemple optimiste, neutre et pessimiste) qui aideront dans la prise de décision. 
Ces modèles sont le plus souvent réalisés à l’aide de logiciels tableurs avec accessoirement l’aide de langages de programmation (ex. : Microsoft Excel et VBA, ou QUANTRIX).

## Finance de marché
Dans ce domaine, la modélisation financière a pour but de simuler divers phénomènes de marché, dans le but d’aider à la gestion de portefeuilles d’actifs. Les applications comprennent :
- modélisation du risque et de l’incertitude ;
- calcul du prix d’une option ;
- optimisation de portefeuille.

La modélisation financière des marchés implique le développement de modèles mathématiques complexes incluant des lois probabilistes. Les paramètres numériques sont dans ce cas continus et les modèles nécessitent donc l’utilisation de méthodes avancées (équations différentielles, méthode de Monte-Carlo, etc.).
Dans le cas de la finance de marché, même si les tableurs sont utilisés, la modélisation s’appuie parfois sur des logiciels de programmation plus avancés, en raison de la complexité des modèles développés.

## Bonnes pratiques
Bien qu’aucun standard global n’existe encore concernant les bonnes pratiques en modélisation financière, plusieurs cabinets spécialisés ont défini leurs propres règles de développement (ex : ergonomie générale du modèle, consistance des modèles).
La mise en place de bonnes pratiques est importante sur plusieurs points. Elle permet de rendre les modèles plus simples à comprendre et utiliser, mais aussi plus faciles à améliorer ou modifier si nécessaire, ou encore plus rapides à exécuter.

## Principaux acteurs
Les principaux acteurs de la modélisation financière sont les entreprises qui y ont recours en interne, ainsi que les sociétés tierces qui conçoivent et fournissent des outils de modélisation financière. Parmi ces dernières, on compte notamment les cabinets d'audit et conseil dits « Big Four » (Deloitte, EY, KPMG, PwC) et des cabinets spécialisés (H3P, Eight Advisory, F31, F1F9, Numeritas...).

## Compétition internationale de modélisation financière
Un signe de l’engouement actuel pour la modélisation financière, le championnat du monde de modélisation financière sur Excel ModelOff a été organisé pour la première fois en 2012. Sponsorisés par plusieurs entreprises, plus de 2 000 participants ont alors concouru. L'édition de décembre 2015 a réuni 4 000 participants à Londres. Cette compétition s'est arrêtée en 2019.
Les candidats étaient testés sur différentes compétences de modélisation financière, comme la capacité à construire des modèles d’évaluation d’entreprises ou la maitrise de la méthode de Monte-Carlo, ainsi que d’autres aspects non financiers tel que la connaissance des raccourcis sous Excel.
Une nouvelle compétition, la Financial Modeling World Cup (en), a vu le jour en 2020 et a lieu chaque année de janvier à novembre.